# Gerald Asamoah
Gerald Asamoah (n. 3 octombrie 1978, Mampong⁠(d), Regiunea Ashanti, Ghana) este un fost fotbalist german care a jucat pe postul de atacant.

## Viața și cariera
Asamoah a imigrat în Germania împreună cu părinții săi pe când avea vârsta de 12 ani stabilindu-se în orașul Hanovra. Aici a fost coleg la școală și la clubul BV Werder Hanovra cu fostul său coechipier de la Schalke, Fabian Ernst.
În anul 1994, Asamoah s-a transferat la Hannover 96, pentru care a evoluat ca profesionist între 1996-99, după care s-a transferat la Schalke 04.
Apoi s-au descoperit la Asamoah  probleme la inimă, medicii diagnosticându-l cu cardiomiopatie hipertrofică obstructivă (HNCM) , adică pereții de separare ai inimii s-au îngroșat, iar cariera lui de fotbalist era pe cale să se termine. Medicii l-au sfătuit să pună capăt carierei, dar Asamoah a apelat la ajutorul unui specialist american, care i-a spus că poate să-și continue cariera fără să se expună vreunui risc.
La începutul sezonului 2005-06 s-a accidentat la genunchi și odată cu această accidentare, și-a pierdut locul de titular la Schalke. În septembrie 2006, Asamoah s-a accidentat din nou într-un meci din Cupa UEFA contra francezilor de la AS Nancy-Lorraine, fiind diagnosticat cu fractură de peroneu. După șase luni, Asamoah a revenit pe teren într-un meci cu VfB Stuttgart la 17 martie 2007.
În sezonul 2007-08 Asamoah a reușit un hat-trick într-un meci cu Eintracht Trier din primul tur al Cupei Germaniei, acestea fiind primele sale reușite în Cupa Germaniei. În ianuarie 2008 Asamoah și-a prelungit contractul cu Schalke 04 pentru încă trei ani, până la data de 30 iunie 2011.
În 2010 s-a transferat la FC St. Pauli. În iarna lui 2012 Asamoah își continuă cariera la clubul 2. Bundesliga Fürth și face contract pentru patru ani.

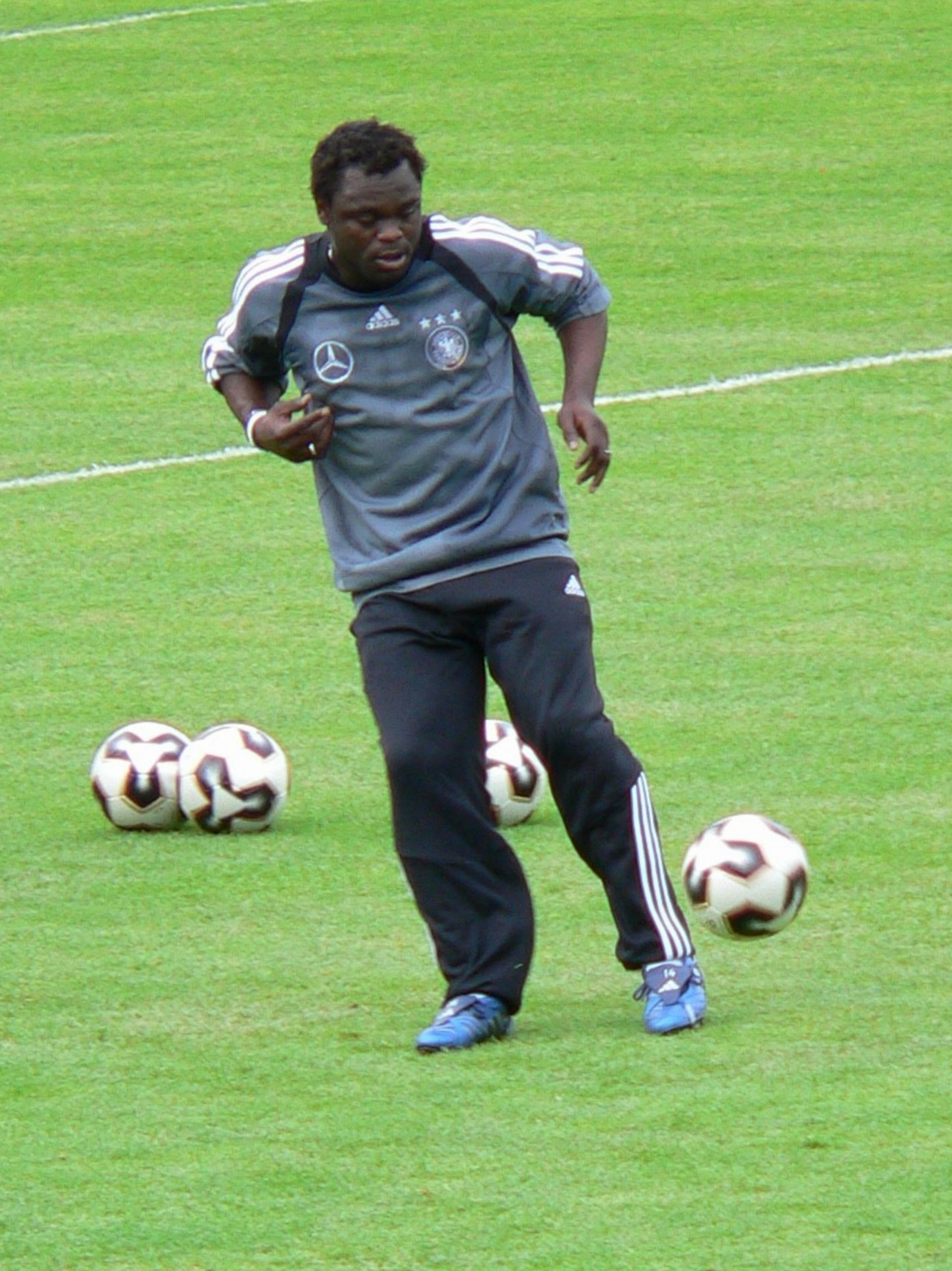
Asamoah în iunie 2005

### Echipa națională
După ce a fost naturalizat în 2001, Gerald Asamoah a devenit primul fotbalist de origine africană care a fost selecționat pentru naționala Germaniei. A debutat la echipa națională la data de 29 mai 2001 într-un meci amical împotriva Slovaciei. Asamoah a făcut parte din lotul Germaniei pentru Cupa Mondială din 2002 în Japonia și Coreea de Sud, unde a fost folosit în trei meciuri, din șaisprezecimi, semifinale și în finala pierdută în fața Braziliei, în toate intrând din postura de rezervă. La Cupa Confederațiilor din 2005 Asamoah a intrat în fiecare meci disputat de Germania. Apoi la Cupa Mondială din 2006, a fost de asemenea, în lotul Germaniei și a jucat un singur meci, contra Ecuadorului .

### Viața personală
Asamoah este căsătorit și, din 26 februarie 2007, este tatăl a doi gemeni.

### Performanțe

#### Cu echipa de club
- Vice-campion al Germaniei în sezoanele 2001, 2005 și 2007
- Cupa Germaniei în 2001 și 2002
- Finalist al Cupei Germaniei în 2005
- Cupa Ligii Germaniei în 2005
- Cupa UEFA Intertoto în sezoanele 2003 și 2004
- Fotbalistul lunii octombrie 2004

#### Cu echipa națională
- Vice-campion al Cupei Mondiale din 2002, desfășurate în Japonia și Coreea de sud
- Locul 3 la Cupa Mondială din 2006, desfășurată în Germania
- Locul 3 la Cupa Confederațiilor din 2005, desfășurată în Germania